# Saint-Momelin
Saint-Momelin é uma comuna francesa na região administrativa de Altos da França, no departamento do Norte. Estende-se por uma área de 6 km². Em 2010 a comuna tinha 454 habitantes (densidade: 75,7 hab./km²).